# Люберецкий район
Любере́цкий райо́н — упразднённая административно-территориальная единица (район) и одноимённое бывшее муниципальное образование (муниципальный район) в центральной части Московской области России.
Образован в 1929 году. Прекратил своё существование в 2017 году: преобразован в город областного подчинения Люберцы с административной территорией, а Люберецкий муниципальный район преобразован в городской округ Люберцы с упразднением всех ранее входивших в него поселений.
Административный центр — город Люберцы.

## География
Территория района — 122,05 км². В границы района, помимо Люберец, входили 4 посёлка городского типа — Томилино, Красково, Октябрьский, Малаховка, а также 18 деревень. Посёлок Котельники в 2004 году получил статус города и с 2005 года составляет самостоятельное муниципальное образование (городской округ) и самостоятельную административно-территориальную единицу (город областного подчинения), а в 2007 году был преобразован в город областного подчинения.

## История
12 июля 1929 года на территории бывшей Ухтомской волости Московского уезда Московской губернии был образован Ухтомский район Московского округа Московской области с центром в городе Люберцы.
В состав района вошли города Люберцы, Кусково и Перово; дачные посёлки Вешняки, Кузьминский, Имени Михельсона, Новокосино, Новокузьмино, Перово Поле и Томилино; сельсоветы Вешянковский, Владимировский, Владычинский, Выхинский, Вязовский, Гремячевский, Жулебинский, Капотненский, Карачаровский, Кишкинский, Кожуховский, Кореневский, Косинский, Котельниковский, Красковский, Лыткаринский, Марусинский, Мотяковский, Панковский, Подосинковский, Токаревский, Хлыстовский, Чагинский и Часовенский.
20 мая 1930 года из Реутовского района в Ухтомский был передан Копнинский (селение Зюзино, Копнино и Полушкино, Опытное Поле) с/с.
10 апреля 1934 года д.п. Имени Михельсона, а также Подосинковский и Панковский с/с были включены в черту города Люберцы (Пост. ВЦИК) (Собрание узаконений и распоряжений Рабоче-крестьянского Правительства РСФСР. № 18 от 20 мая 1934 г. — ст. 110). 19 апреля были упразднены Мотяковский и Часовенский с/с.
5 апреля 1936 года был упразднён Чагинский с/с. 21 апреля упразднён Хлыстовский с/с.
5 июня 1938 года город Кусково был включён в черту города Перово (Пост. ВЦИК) (Собрание узаконений и распоряжений Рабоче-крестьянского Правительства РСФСР. № 11 от 5 июля 1938 г. — ст. 157). 5 сентября образован р.п. Дзержинский. 26 сентября д.п. Новокузьмино преобразован в рабочий посёлок. 13 декабря образован р.п. Котельники, при этом упразднён Котельниковский с/с. В тот же день были образованы р.п. Косино и Лыткарино, а Косинский и Лыткаринский с/с упразднены.
7 июня 1939 года Владимировский с/с был присоединён к городу Москве. 5 июля д.п. Томилино был преобразован в рабочий посёлок. 17 июля упразднён Кожуховский с/с.
16 апреля 1940 года город Перово получил статус города областного подчинения и был выведен из состава Ухтомского района.
19 июня 1941 года д.п. Перово Поле был включён в черту города Перово.
14 ноября 1942 года упразднён Карачаровский с/с.
27 июля 1951 года из Раменского района в Ухтомский был передан Жилинский с/с.
22 октября 1952 года город Люберцы получил статус города областного подчинения.
22 декабря 1953 года был образован р.п. Капотня, а Капотненский с/с при этом был упразднён.
14 июня 1954 года были упразднены Вязовский, Гремячевский и Жилинский с/с.
Решением Мособлисполкома от 30 ноября 1956 года и Указом Президиума Верховного Совета РСФСР от 4 января 1957 года р.п. Лыткарино был преобразован в город (Ведомости Верховного Совета СССР. — 1957. — № 6 (873) от 22 марта. — С. 237).
3 июня 1959 года Ухтомский район был переименован в Люберецкий район. При этом его территория значительно выросла: к нему были присоединены следующие территории упразднённых районов:
- из Бронницкого района: город Бронницы; с/с Вохринский, Денежниковский, Заворовский, Натальинский, Никитский, Никулинский, Рыболовский, Салтыковский, Сельвачевский, Ульянинский, Шубинский
- из Раменского района: р.п. Октябрьский; д.п. Быково, Ильинский, Кратово, Родники, Удельная; с/с Быковский, Гжельский, Дементьевский, Егановский, Заболотьевский, Карповский, Кузнецовский, Нижне-Мячковский, Новохаритоновский, Островецкий, Речицкий, Рыбаковский, Сафоновский, Софьинский, Сталинский (селения Большая Володарка, Большое Саврасово, Григорчиково, Константиново, Малая Володарка, Малое Саврасово, Плетениха и посёлок Сталино), Строкинский, Чулковский, Юровский.

1 июля 1960 года был упразднён Шубинский (селения Воловое, Головино, Жирошкино, Залесье, Лутошино, Нащёкино, Патрикеево, Рогачёво и Рылеево были переданы в Салтыковский с/с) с/с.
28 июля 1960 года Люберецкий район переименован в Раменский, центром района утвержден город Раменское.
28 июля 1960 года Люберецкий район был полностью переформатирован.
- в черту города Москвы были переданы р.п. Капотня и Новокузьминский; д.п. Вешянки и Кузьминский; с/с Вешняковский, Владычинский и Выхинский.
- в Люберецком районе, находящемся в административном подчинении Москвы, остались города Люберцы и Лыткарино; р.п. Дзержинский, Косино, Котельники и Томилино; д.п. Новокосино; с/с Жулебинский, Кишкинский и Токаревский.
- город Бронницы; р.п. Октябрьский; д.п. Быково, Ильинский, Кратово, Родники, Удельная; Быковский, Вохринский, Гжельский, Дементьевский, Денежниковский, Егановский, Заболотьевский, Заворовский, Карповский, Копнинский (селения Зюзино, Копнино и Полушкино, Опытное Поле), Кузнецовский, Натальинский, Нижне-Мячковский, Никитский, Никулинский, Новохаритоновский, Островецкий, Речицкий, Рыбаковский, Рыболовский, Салтыковский, Сафоновский, Сельвачевский, Софьинский, Сталинский (селения Большая Володарка, Большое Саврасово, Григорчиково, Константиново, Малая Володарка, Малое Саврасово, Плетениха и посёлок Сталино), Строкинский, Ульянинский, Чулковский, Юровский с/с переданы в восстановленный Раменский район.

30 сентября 1960 года Жулебинский, Кишкинский и Токаревский с/с были упразднены. Д.п. Новокосино был включён в черту р.п. Косино.
26 апреля 1961 года дачный посёлок Томилино Люберецкого района лесопаркового защитного пояса города Москвы отнесен к категории рабочих посёлков, с сохранением за ним прежнего наименования (Решение исполнительного комитета Московского городского Совета депутатов трудящихся) (Ведомости Верховного Совета РСФСР. — 1961. — № 28 (149) от 20 июля. — С. 437.).
11 ноября 1961 года Люберецкий район возвращён из административного подчинения Москве в Московскую область.
1 февраля 1963 года вместо Люберецкого района был создан Люберецкий укрупнённый сельский район, куда вошли Люберецкий, Раменский и Воскресенский районы.
13 января 1965 года Люберецкий сельский район преобразован в Люберецкий район (Указ Президиума Верховного совета РСФСР) (Ведомости Верховного Совета РСФСР. — 1965. — № 3 (329) от 18 января. — С. 68-71). В его состав вошли город Лыткарино; р.п. Дзержинский, Косино, Котельники, Октябрьский и Томилино; д.п. Красково.
Решением Мособлисполкома от 11 декабря 1974 года и Указом Президиума Верховного совета РСФСР от 27 января 1975 года город Лыткарино получил статус города областного подчинения и был выведен из состава Люберецкого района (Ведомости Верховного Совета РСФСР. — 1975. — № 5 (851) от 30 января. — С. 67).
Решением Мособлисполкома от 17 марта 1981 года и Указом Президиума Верховного совета РСФСР от 6 мая 1981 года р.п. Дзержинский получил статус города (Ведомости Верховного Совета РСФСР. — 1981. — № 19 (1177) от 14 мая. — С. 343).
19 марта 1984 года в административное подчинение Московскому городскому Совету народных депутатов переданы следующие населенные пункты Московской области согласно представленным картам и описаниям границ передаваемых территорий: западная часть города Люберцы (микрорайоны Жулебино и Ухтомский), рабочий посёлок Косино (включая микрорайоны Кожухово и Новокосино) Люберецкого района с территорией общей площадью 2 тыс. га (Указ Президиума Верховного совета РСФСР) (Ведомости Верховного Совета РСФСР. — 1984. — № 12 (1326) от 22 марта. — С. 270—271).
4 сентября 1996 года город Дзержинский получил статус города областного подчинения и был выведен из состава Люберецкого района (Решение Московской областной думы № 11/99).
1 февраля 2001 года город Люберцы утратил статус города областного подчинения (Закон Московской области от 17 января 2001 года № 12/2001-ОЗ, «Подмосковные известия», № 20, 01.02.2001).
24 июня 2004 года рабочий посёлок Котельники преобразован в город Котельники (Постановление Губернатора Московской области от 24 июня 2004 года № 122-ПГ, «Информационный вестник Правительства МО», № 7, 26.07.2004).
31 декабря 2007 года город районного подчинения Котельники преобразован в город областного подчинения — город Котельники Московской области (Закон Московской области от 29 декабря 2007 года № 250/2007-ОЗ, «Ежедневные Новости. Подмосковье», № 245, 30.12.2007).
13 июля 2011 года часть территорий городских поселений Красково и Люберцы вошли в состав города федерального значения Москва в соответствии с согласованной картой и описанием новой линии границы (Постановление Совета Федерации Федерального Собрания Российской Федерации от 13 июля 2011 года № 347-СФ, «Собрание законодательства РФ», 18.07.2011, № 29, ст. 4356) после того как 30 июня 2011 года было заключено «Соглашение об изменении границы между субъектами Российской Федерации городом Москвой и Московской областью» (утверждено постановлениями Московской городской Думы от 6 июля 2011 года № 218 и Московской областной Думы от 7 июля 2011 года № 1/164-П) («Ведомости Московской городской Думы», 17.10.2011, № 9, ст. 248).
В 2011 году часть территории района (Люберецкие поля) была передана в состав города Москвы, в результате территория Люберецкого района сократилась с 132,28 км² до 122,31 км².
9 января 2017 года законом № 206/2016-ОЗ муниципальное образование Люберецкий муниципальный район было преобразовано в муниципальное образование городской округ Люберцы с упразднением всех ранее входивших в него 5 городских поселений.
29 марта 2017 года дачный посёлок Красково, рабочие посёлки Малаховка, Октябрьский и Томилино отнесены в административное подчинение городу Люберцы (Постановление Губернатора Московской области от 29 марта 2017 года № 125-ПГ, Официальный Интернет-портал Правительства Московской области https://mosreg.ru, 29.03.2017).
23 апреля 2017 года административно-территориальная единица Люберецкий район была преобразована в город областного подчинения с административной территорией.

## Население
| 1959     | 1970     | 1979     | 1989     | 2002     | 2006     |
| -------- | -------- | -------- | -------- | -------- | -------- |
| 374 593  | ↘174 951 | ↘146 058 | ↘139 730 | ↗255 720 | ↘242 753 |
| 2009     | 2010     | 2011     | 2012     | 2013     | 2014     |
| ↘241 675 | ↗265 113 | ↗272 390 | →272 390 | ↗279 493 | ↗284 958 |
| 2015     | 2016     | 2017     |          |          |          |
| ↗291 510 | ↗296 177 | ↗306 764 |          |          |          |

## Административно-муниципальное деление
С 2006 до 2017 гг. в Люберецкий муниципальный район входили 5 городских поселений:
| № | Муниципальное образование       | Административный центр      | Количество населённых пунктов | Население (чел.) | Площадь (км²) |
| - | ------------------------------- | --------------------------- | ----------------------------- | ---------------- | ------------- |
| 1 | Городское поселение Красково    | дачный посёлок Красково     | 8                             | ↗30 114          | 34,27         |
| 2 | Городское поселение Люберцы     | город Люберцы               | 1                             | ↗236 339         | 43,68         |
| 3 | Городское поселение Малаховка   | рабочий посёлок Малаховка   | 2                             | ↗26 193          | 16,65         |
| 4 | Городское поселение Октябрьский | рабочий посёлок Октябрьский | 1                             | ↗25 947          | 4,10          |
| 5 | Городское поселение Томилино    | рабочий посёлок Томилино    | 10                            | ↗34 250          | 23,60         |

9 января 2017 года все поселения упразднены с преобразованием муниципального района в городской округ.

## Населённые пункты
На момент упразднения района, в его состав входили 22 населённых пункта, в том числе: 1 город, 3 рабочих посёлка, 1 дачный посёлок, 6 посёлков и 11 деревень:
| №  | Населённый пункт  | Тип             | Население | бывшее муниципальное образование | бывшая административно-территориальная единица                  |
| -- | ----------------- | --------------- | --------- | -------------------------------- | --------------------------------------------------------------- |
| 1  | Балластный Карьер | посёлок         | ↘26       | городское поселение Красково     | посёлок, административно подчинённый дачному посёлку Красково   |
| 2  | Егорово           | посёлок         | ↗438      | городское поселение Томилино     | посёлок, административно подчинённый рабочему посёлку Томилино  |
| 3  | Жилино-1          | посёлок         | ↗364      | городское поселение Томилино     | посёлок, административно подчинённый рабочему посёлку Томилино  |
| 4  | Жилино-2          | посёлок         | ↗299      | городское поселение Томилино     | посёлок, административно подчинённый рабочему посёлку Томилино  |
| 5  | Кирилловка        | деревня         | ↗399      | городское поселение Томилино     | деревня, административно подчинённая рабочему посёлку Томилино  |
| 6  | Красково          | дачный посёлок  | ↗27 645   | городское поселение Красково     |                                                                 |
| 7  | Лукьяновка        | деревня         | ↗21       | городское поселение Красково     | деревня, административно подчинённая дачному посёлку Красково   |
| 8  | Люберцы           | город           | ↗236 339  | городское поселение Люберцы      |                                                                 |
| 9  | Малаховка         | рабочий посёлок | ↘25 670   | городское поселение Малаховка    |                                                                 |
| 10 | Марусино          | деревня         | ↗9206     | городское поселение Красково     | деревня, административно подчинённая дачному посёлку Красково   |
| 11 | Машково           | деревня         | ↘84       | городское поселение Красково     | деревня, административно подчинённая дачному посёлку Красково   |
| 12 | Мирный            | посёлок         | ↗3094     | городское поселение Томилино     | посёлок, административно подчинённый рабочему посёлку Томилино  |
| 13 | Мотяково          | деревня         | ↘134      | городское поселение Красково     | деревня, административно подчинённая дачному посёлку Красково   |
| 14 | Октябрьский       | рабочий посёлок | ↗25 947   | городское поселение Октябрьский  |                                                                 |
| 15 | Пехорка           | деревня         | ↗313      | городское поселение Малаховка    | деревня, административно подчинённая рабочему посёлку Малаховка |
| 16 | Сосновка          | деревня         | ↘0        | городское поселение Красково     | деревня, административно подчинённая дачному посёлку Красково   |
| 17 | Токарево          | деревня         | ↘381      | городское поселение Томилино     | деревня, административно подчинённая рабочему посёлку Томилино  |
| 18 | Томилино          | рабочий посёлок | ↗30 597   | городское поселение Томилино     |                                                                 |
| 19 | Торбеево          | деревня         | ↘27       | городское поселение Красково     | деревня, административно подчинённая дачному посёлку Красково   |
| 20 | Хлыстово          | деревня         | ↘3        | городское поселение Томилино     | деревня, административно подчинённая рабочему посёлку Томилино  |
| 21 | Часовня           | деревня         | ↘197      | городское поселение Томилино     | деревня, административно подчинённая рабочему посёлку Томилино  |
| 22 | Чкалово           | посёлок         | ↘278      | городское поселение Томилино     | посёлок, административно подчинённый рабочему посёлку Томилино  |

## Местное самоуправление
Органами власти Люберецкого муниципального района являлись:
- Совет депутатов — представительный орган;
- Глава района (глава муниципального образования);
- Администрация района — исполнительно-распорядительный орган;
- Районное собрание.

### Совет депутатов
Совет депутатов — постоянно действовавший коллегиальный представительный орган местного самоуправления, подотчётный населению Люберецкого муниципального района. Совет депутатов состоит из 15 человек (по 3 человека от каждого из 5 поселений района): главы городского поселения и двух депутатов Советов депутатов городских поселений. Срок полномочий Совета депутатов составляет 5 лет.

### Глава района
Глава района являлся высшим должностным лицом Люберецкого муниципального района, а также исполнял полномочия председателя Совета депутатов. Избирался депутатами Совета депутатов из своего состава на срок своих полномочий как депутата Совета депутатов.

#### Главы района
- Козлов, Юрий Аркадьевич 1987—1995
- Аккуратов, Игорь Юрьевич 1995—2000
- Гусев, Сергей Иванович 2000—2005
- Ружицкий, Владимир Петрович c 2005

### Администрация района
Администрация района
Глава администрации района — Назарьева Ирина Геннадиевна.

### Районное собрание
Районное собрание являлось совещательным органом местного самоуправления района и создавалось для взаимодействия органов местного самоуправления и предприятий, учреждений, организаций, общественных, религиозных, политических и иных организаций, представляющих различные социальные группы населения.
Собрание обсуждало наиболее важные проблемы Люберецкого муниципального района и вырабатывало рекомендации для принятия решений органами местного самоуправления Люберецкого муниципального района и городских поселений в его составе.
Районное собрание — аналог Общественной палаты федерального уровня. Состояло собрание из 305 человек.
Районное собрание проводилось один раз в три месяца по решению Главы района.
Председатель районного собрания — Олег Викторович Ковязин.

## Общая карта
Легенда карты:
|  | Более 150 000 жителей   |
|  | 10 000 — 50 000 жителей |
|  | 1 000 — 10 000 жителей  |
|  | 200 — 1 000 жителей     |

## Известные жители района

### Герои Советского Союза
| - Агеев Леонид Николаевич, - Антонов Неон Васильевич, - Антонов Федор Тихонович, - Бездетнов Николай Павлович, - Белов Николай Максимович, - Бирюков Александр Иванович, - Бондарев Арсений Матвеевич, - Власов Николай Иванович, - Вострухин Петр Михайлович, - Голубин Иван Филиппович, - Горьков Николай Федорович, - Дергач Алексей Николаевич, | - Дугин Николай Дмитриевич, - Жолудев Виктор Григорьевич, - Ларюшин Евгений Иванович, - Заболотный Иван Николаевич, - Иванов Виктор Петрович, - Калараш Дмитрий Леонтьевич, - Конин Михаил Федорович, - Косса Михаил Ильич, - Купцов Дмитрий Александрович, - Лакеев Иван Алексеевич, - Лапс Анатолий Александрович, - Жолудев Леонид Васильевич, | - Линьков Григорий Матвеевич, - Павлов Георгий Васильевич, - Павлов Алексей Николаевич, - Плеханов Иван Ефимович, - Пряничников Николай Иванович, - Попов Георгий Тимофеевич, - Репин Александр Иванович, - Родителев Александр Михайлович, - Рыбин Николай Ильич, - Рязанцев Алексей Федорович, - Самсонов Борис Васильевич, - Сафонов Федор Григорьевич, | - Скорый Иван Антонович, - Соломатин Владимир Ильич, - Тимаков Александр Иванович, - Федоров Николай Петрович, - Фомин Иван Николаевич, - Хлобыстов Алексей Степанович, - Хомутов Олег Константинович, - Худяков Александр Алексеевич, - Цыкин Михаил Дмитриевич, - Чунтонов Николай Григорьевич, - Шевляков Николай Степанович, - Шумилов Иван Петрович. |

### Герои России
| - Волков Александр Александрович, - Григоренко Семен Васильевич, | - Михеев Сергей Викторович, - Переславцев Сергей Борисович, | - Цветов Владимир Евгеньевич, | - Шушунов Владимир Дмитриевич. |

### Полные кавалеры ордена Славы
| - Азаров Павел Дмитриевич, | - Базяев Степан Егорович, | - Елов Николай Васильевич. |  |

### Герои Социалистического Труда
| - Алексеев Семен Михайлович, - Ботин Михаил Иванович, - Власова Анна Григорьевна, - Глазихина Анна Егоровна, - Головастикова Мария Ефимовна, - Гонор Лев Рувимович, - Громцев Борис Константинович, - Давыдов Михаил Ефимович, - Долгова Татьяна Михайловна, - Житков Алексей Михайлович, - Жуков Борис Петрович, - Забродина Татьяна Васильевна, | - Какорина Прасковья Ивановна, - Калинкин Николай Матвеевич, - Камов Николай Ильич, - Клюева Аграфена Сергеевна, - Кожуханцева Евдокия Федоровна, - Кордина Пелагея Павловна, - Кузякин Александр Никитович, - Леошкевич Ирина Сергеевна, - Лобанова Нина Ивановна, - Макарцева Анастасия Ивановн, - Макарова Александра Григорьевна, - Макаров Василий Михайлович, | - Малинин Калиник Михайлович, - Миль Михаил Леонтьевич, - Миронова Лидия Николаевна, - Монина Мария Дмитриевна, - Мухин Илларион Тимофеевич, - Нечаев Николай Петрович, - Николаев Павел Иванович, - Павлов Михаил Александрович, - Петриков Константин Павлович, - Погодин Ефим Васильевич, - Попов Спиридон Павлович, - Попова Александра Васильевна, | - Северин Гай Ильич, - Сиземова Татьяна Ивановна, - Ситников Виктор Павлович, - Славин Александр Маркович, - Степанов Алексей Николаевич, - Стольников Петр Петрович, - Фролова Анна Михайловна, - Чеботарева Александра Ивановна, - Шестаков Виталий Анатольевич, - Щербак Василий Федорович, - Якушин Иван Никитович, - Якушина Валентина Ивановна. |

### Список почётных граждан Люберецкого района
| - Гагарин, Юрий Алексеевич, - Лактионов Иван Евтеевич, - Жуков Борис Алексеевич, - Синявкин Виктор Николаевич, - Ключкин Владимир Григорьевич, - Менис Владимир Григорьевич, - Коршунов Виктор Иванович, - Молявко Александр Романович, - Зубков Александр Иванович, - Михеев Сергей Викторович, | - Дадыкин Анатолий Степанович, - Онищенко Владимир Владимирович, - Воробьёв Аркадий Никитич, - Волков Александр Александрович, - Фёдоров Анатолий Андреевич, - Изместьев Михаил Петрович, - Мочалова Нина Кирилловна, - Павличенко Александр Александрович, - Черных Инна Константиновна, - Давыдов Михаил Ефимович, | - Агеев Леонид Николаевич, - Чулкова Светлана Петровна, - Молчанов Иван Трофимович, - Григоренко Семён Васильевич, - Грамолина Анна Фроловна, - Худин Юрий Людвигович, - Северин Гай Ильич, - Козлов, Юрий Аркадьевич, - Атаманов Виктор Ильич, - Фомин Валентин Григорьевич, | - Калиманов Константин Доментианович, - Копец Инна Андреевна, - Набережнев Фёдор Семёнович, - Крупенин Иван Петрович, - Глазков Вячеслав Григорьевич, - Ригель Виктор Густавович - Ювеналий - Талалаева Галина Ивановна |

### Олимпийские чемпионы
- Разинский, Борис Давидович

## СМИ района
- Газета «Люберецкая газета».
- Газета «Люберецкая панорама»[44].
- Радио Люберецкого региона[45]
- Люберецкое районное телевидение[46]
- Интернет-портал Люберецкого района[47]

## Транспорт

### Железнодорожный транспорт
В Люберецком районе хорошо развито транспортное сообщение. В городе Люберцы — на станции Люберцы-1 — происходит разветвление железной дороги на два направления — Казанское (к востоку от Москвы) и Рязанское (к юго-востоку от Москвы).
На Казанском направлении в пределах района расположены также станции Люберцы-2, Овражки и платформа Коренёво; на Рязанском — станция Панки, платформы Томилино, Красково и Малаховка; а в направлении Москвы — платформа Ухтомская. В обоих направлениях регулярно ходят электропоезда от Казанского вокзала, соединяющие Москву с населёнными пунктами Люберецкого района (включая город Люберцы и все крупные посёлки) и некоторых других районов Московской, а также Владимирской и Рязанской областей. В Люберцах делает остановку экспресс-электропоезд «Спутник» «Москва—Люберцы—Отдых—Раменское».

### Автомобильный транспорт
Через Люберецкий район, к юго-западу от Люберец, проходит автомагистраль М5, которая начинается в Москве на пересечении Волгоградского проспекта и МКАД. К северо-востоку, параллельно федеральной автомагистрали М5, в Москве идёт Рязанский проспект, который переходит в Лермонтовский проспект (Жулебино, Москва), а тот уже плавно переходит в Октябрьский проспект города Люберцы, проходит через его центр и далее разветвляется на две части — одна идёт дальше на юго-восток в Томилино, другая (по ней с Октябрьского проспекта уходит большая часть транспорта) поворачивает на восток на Красково и Малаховку.
Люберцы и все посёлки Люберецкого района связаны с московскими станциями метро «Кузьминки», «Рязанский проспект» и «Выхино» регулярным автобусным сообщением и маршрутными такси.

### Достопримечательности
- Памятники архитектуры Люберецкого района Московской области
- Храмы Люберецкого района Московской области
- Люберецкие песчаные карьеры. Описание, фотографии